# Papalina
Papalina (Sprattus sprattus) je morska riba iz porodice haringi (clupidae). U Hrvatskoj je još poznata kao sardelina, srdelica, srdelin, belac, gavica, pistač, šarakina.

## Opis
Oblikom tijela papalina najviše nalikuje srdeli. Papaline imaju izduženo i u bokovima lagano spljošteno tijelo. Gornji joj dio tijela ima blijedo modrikasto-zelenkastu boju koja na bokovima prelazi u srebrnastu, a na donjem dijelu tijela u srebrnasto-bjelkastu. Papalina za razliku od srdele na bokovima nema tamne mrljice, a ljuske su srebrne boje i oštrije na abdomenu. Može narasti do 14 cm, a u nekim morima i do 16 cm duljine te najviše do 2 dag težine. Prosječna papalina teži oko 1 dag.

## Rasprostranjenost
Papalina obitava u sjeveroistočnom Atlantiku od Sjevernog i Baltičkog mora sve do južnih obala Maroka. Također je stanovnik Sredozemnog i Crnog mora.
Rasprostranjena je duž čitave obale Jadrana, a učestalija je u predjelima gdje je salinitet mora manji, pogotovo oko ušća rijeka. Više je prisutna na sjevernom nego na južnom Jadranu.

## Način života i ishrana
Papalina zimi boravi u plićim vodama i bliže obali, dok se ljeti povlači prema pučini i u dublje vode, ponekad čak do 150 m, ali najčešće između 30 i 70 m dubine. Poput ostale plave ribe i papalina živi u plovama, a te su plove manje nego kod srdela. U potrazi za hranom plova je u stalnom pokretu, a hrana papaline je raznovrsni plankton.

## Razmnožavanje
Papaline se mrijeste tijekom zime i proljeća, i to od studenog do travnja. Svaka ženka na dubinama između 10 i 20 metara položi od 6000 do 14.000 jaja.

## Gospodarska vrijednost
Papalina je vrlo nježna riba i izrazito ukusna, ali je unatoč tome njen gospodarski značaj jako mali. Odličan je izvor visokovrijednih bjelančevina. Meso papaline bogato je omega-3 masnim kiselinama koje pomažu u prevenciji mnogih bolesti krvožilnog sustava. Ribari je često koriste kao mamac za izlov većih riba poput tunja, palamide, lokarde, skuše i drugih kvalitetnih vrsta ribe.

## Vanjske poveznice
- Riblje oko - Najslabija karika[neaktivna poveznica]

|  | Zajednički poslužitelj ima još gradiva o temi Papalina |